# فلاديمير كامينسكي
فلاديمير كامينسكي (بالروسية: Каминский, Владимир Владимирович) مواليد 18 أبريل 1950 في مينسك، هو دراج بيلاروسي سابق. سبق أن شارك في دورة الألعاب الأولمبية الصيفية وفاز بميدالية أولمبية.

## سجل النتائج

### سباقات أو مراحل فاز بها
- بطولة العالم لسباق الدراجات على الطريق

## الميداليات
| الميدالية | المسابقة                       |
| --------- | ------------------------------ |
| ذهبية     | الألعاب الأولمبية الصيفية 1976 |

## روابط خارجية
- فلاديمير كامينسكي على موقع أرشيف الدراجات (الإنجليزية)
- فلاديمير كامينسكي على موقع اللجنة الأولمبية الدولية (الإنجليزية)
- فلاديمير كامينسكي على موقع أوليمبيديا (الإنجليزية)